# Richard Rezar
Richard Rezar (* 21. Februar 1922 in Jennersdorf; † 30. April 2000 ebenda) war ein österreichischer Politiker (FPÖ) und Kaufmann. Rezar war von 1958 bis 1968 sowie von 1972 bis 1977 Abgeordneter zum Burgenländischen Landtag. Zudem war Rezar langjähriger Landesparteiobmann der FPÖ Burgenland. Rezar war verheiratet.
Rezar wurde als Sohn des Lederhändlers Josef Rezar geboren und besuchte die Volksschule in Jennersdorf sowie die Hauptschule in Feldbach. Er besuchte im Anschluss die Handelsakademie in Hartberg und schloss seine Schulbildung 1940 mit der Matura ab. Er begann ein Studium an der Hochschule für Welthandel, musste jedoch zwischen 1942 und 1945 bei der Wehrmacht dienen und war bis 1947 in sowjetischer Kriegsgefangenschaft. 1949 schloss Rezar sein Studium mit dem akademischen Grad Dkfm.  ab. 
Während seines Studiums schloss er sich 1940 der nationalsozialistischen Studentenorganisation Kameradschaft Johann Gottlieb Fichte, der späteren Burschenschaft Olympia Wien an.
Rezar war ab 1951 Lehrer an der Städtischen Handelsschule beziehungsweise Professor an der Handelsakademie Feldbach. 1982 ging er als Professor der B-HAK Feldbach in Pension.
Rezar war zwischen 1958 und 1978 Landesparteiobmann der FPÖ Burgenland und Mitglied des Bundesparteivorstandes. Am 29. Juli 1958 zog er zum ersten Mal in den Burgenländischen Landtag ein und war alleiniger Vertreter der FPÖ. Nach dem Verlust des einzigen Mandats bei der Landtagswahl 1968 schied Rezar am 17. April 1968 aus dem Landtag aus. Bei der Landtagswahl 1972 errang die FPÖ wieder rein Mandat und Rezar war zwischen dem 3. November 1972 und dem 27. Oktober 1977 erneut Landtagsabgeordneter.